# 视光学

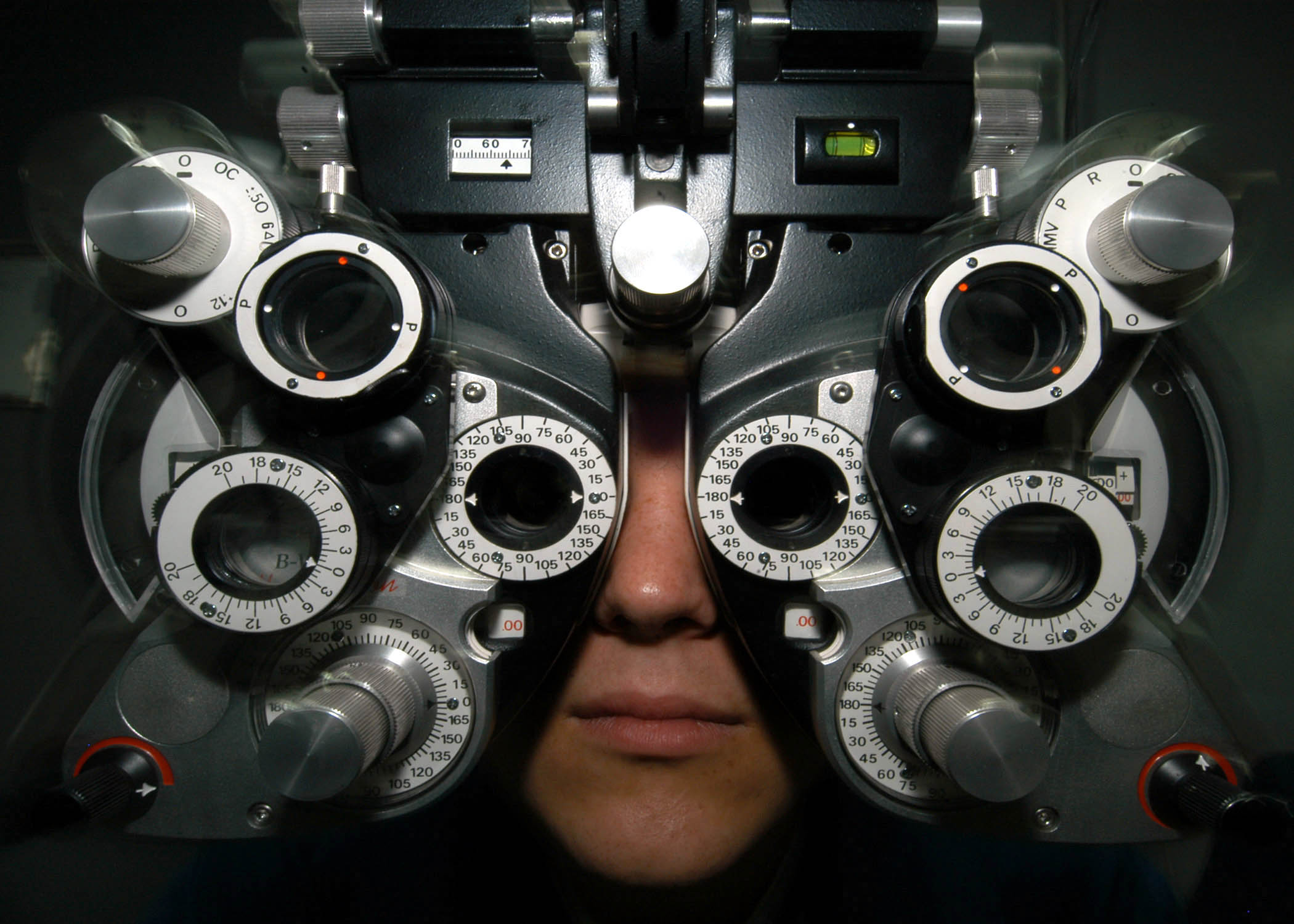
使用综合验光仪(phoropter)

視光學（英語：optometry）是光学和眼科的结合，運用光學仪器來檢查眼睛的视觉功能，並采取相应的非手术的手段来治疗病人的近视、远视、散光、老视和双眼视觉功能性异常等疾病。方法主要包括眼鏡、隐性眼镜、视觉训练、药物。
英语 optometry 的直译是“视量学”，源自古希腊语  ὄψις（opsis；"view"）“观看”之义，以及 μέτρον（metron；"measure"）“测量”之义。

## 验光方法

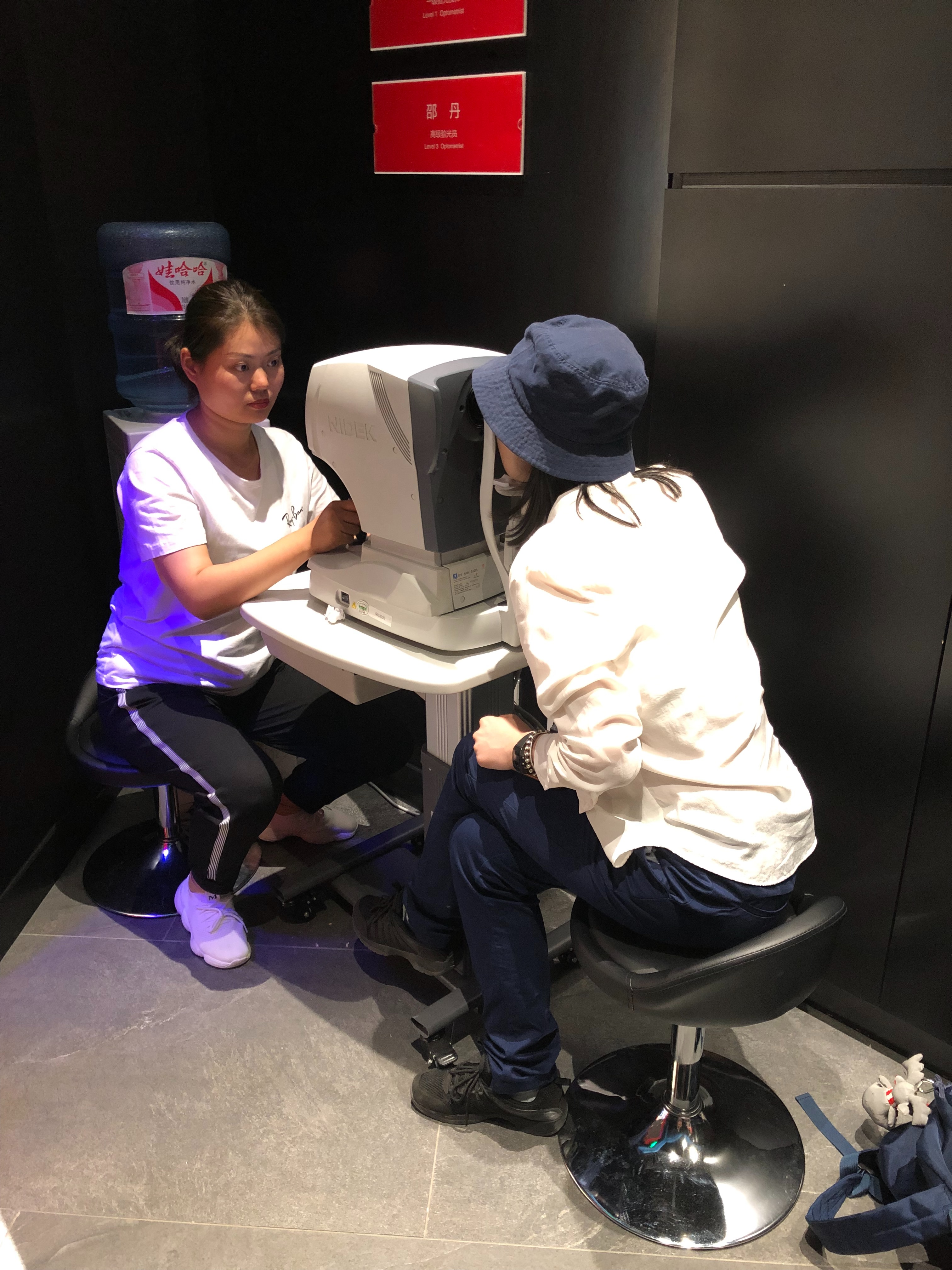
正在进行视力测试的验光师（左）和受试者（右）

从验光时眼球的调节状态，分扩瞳验光与小瞳验光。扩瞳验光常见于儿童，事先由有处方权的医生开具药物（但在一些地区，例如香港，部分验光人员可在诊断过程中处方局部麻醉藥与散瞳剂，而不需医生开具），使用阿托品复方托吡卡胺等睫状肌麻痹药物滴眼，使调节处于静止状态且瞳孔散大，然后进行验光。小瞳验光是在不散瞳情况下验光，常用于散瞳验光后的复查和成人验光。
从验光方法可分他觉验光和主觉验光。他觉验光是指验光人员使用检影镜（retinoscope）、电脑验光仪（autorefractor）等工具直接观察病人瞳孔中的光移动的客观变化，得出其屈光度数的方法。主觉验光是指验光人员使用综合验光仪（phoropter）等工具，根据病人主观反映的视力变化，检查得出其屈光度数的方法。